# O Arquitecto e a Cidade Velha
O Arquitecto e a Cidade Velha (portugiesisch für: Der Architekt und die alte Stadt / Cidade Velha) ist ein Dokumentarfilm der portugiesischen Regisseurin Catarina Alves Costa aus dem Jahr 2003.
Er begleitet das Team um den Architekten Álvaro Siza Vieira auf die kapverdische Insel Santiago bei seinem gescheiterten ersten Versuch, den historischen Ort Cidade Velha für eine Kandidatur zur Anerkennung als UNESCO-Welterbe architektonisch-städtebaulich vorzubereiten.

## Handlung

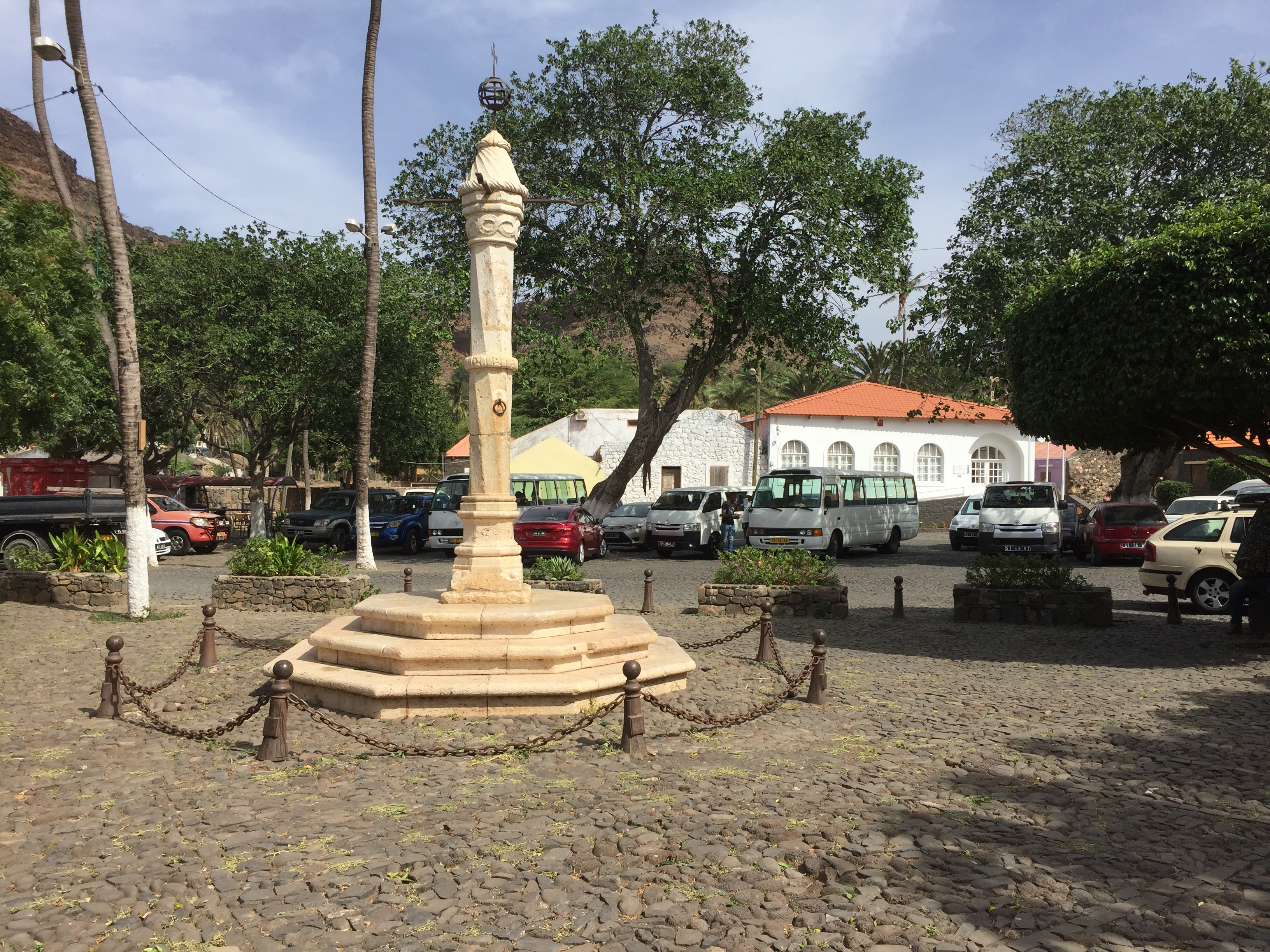
Der Pelourinho von Cidade Velha, 1512 von den Portugiesen errichteter Schandpfahl als Zeichen der Stadtrechte.

Der Architekt Siza Vieira kommt im Jahr 2000 auf die Kapverdeninsel Santiago, um das Projekt zur Restaurierung des historischen Ortes Cidade Velha zu planen und zu koordinieren, mit dem Ziel der Kandidatur des Ortes zur Aufnahme in die Welterbeliste der UNESCO.
Dabei muss der Architekt sowohl die historische Bedeutung als auch die heutigen Belange der Bewohner in Einklang bringen: Nach der Entdeckung der Kapverdischen Inseln gründeten die Portugiesen 1462 hier ihre erste Siedlung, unter dem Namen Ribeira Grande. Der Ort wurde zur bedeutenden und zeitweise wohlhabenden Stadt, verlor im späteren Verlauf aber seine Bedeutung wieder. Die so ausgebliebene moderne Entwicklung sorgte für den Erhalt der historischen Ortsstruktur. Der Ort blieb dabei bis heute bewohnt.
Der Film begleitet Siza Vieira und sein Team bei seinen Überlegungen, wie die Lebensqualität der Bevölkerung zu verbessern sei im Zuge der Restaurierungsmaßnahmen, wie sie im Gespräch mit Bewohnern deren Bedürfnisse und Erwartungen erfahren und auf welche Hindernisse und Problemstellungen sie dabei treffen. Dabei richtet die Kamera das Augenmerk nicht nur auf die architektonisch-städtebaulichen Entwicklungsstufen, sondern auch auf die Begegnung und den dabei zutage tretenden Interessenskonflikten zwischen Architekt, lokalen Handwerkern und Bevölkerung.
Über drei Jahre begleitet der Film die Beschäftigung des Architekten mit dem Projekt, das am Ende aber nicht abschließend umgesetzt werden konnte. Erst in einem späteren Anlauf konnte der Ort alle Voraussetzungen für seine dann erfolgreiche Kandidatur schaffen. Ab 2005 erhielt der Ort seinen ursprünglichen Namen zurück, 2009 erfolgte die Anerkennung als UNESCO-Welterbe.

## Produktion und Rezeption
Der Film wurde von der Filmproduktionsgesellschaft Laranja Azul (Portugal) zusammen mit Jour J. Productions (Frankreich), VOI Sénart (Frankreich) und dem portugiesischen öffentlich-rechtlichen Fernsehsender RTP produziert. Finanzielle Unterstützung erhielt die Produktion durch die Filmförderungsanstalten ICAM (heute ICA, Portugal), CNC (Frankreich) und MEDIA (EU), durch die portugiesische Agentur für Entwicklungszusammenarbeit (AI), die UNESCO, die DAPA, die Auslands-Baudenkmalabteilung des französischen Außenministeriums, die italienische öffentlich-rechtliche Rai SAT und die Stadtverwaltung Porto. Der Film entstand im Rahmen des Dokumentarfilm-Programms EURODOC der EU.
Die nur reduziert eingesetzte Filmmusik stammt vom kapverdischen Musiker Tito Paris, der hier das Stück Dança Ma Mia Crioloa beisteuert.
Der Film feierte seine Premiere am 17. Januar 2004 im Rivoli in Porto. Er lief danach auf einer Reihe internationaler Filmfestivals, darunter das estnische Nordic Anthropological Film Festival in Pärnu (2004), das Göttingen International Ethnographic Film Festival (2004), das finnische Visual Cultures Festival (2004), die italienische Rassegna Internazionale di Film Etnografici auf Sardinien (2004) und die portugiesischen Caminhos do Cinema Português in Coimbra, wo er 2004 den Publikumspreis als beste Fernsehdokumentation gewann.
In den kommerziellen Kinos startete er nicht. Am 14. Oktober 2008 lief er erstmals im portugiesischen Fernsehen, im öffentlich-rechtlichen Kanal RTP2.
O Arquitecto e a Cidade Velha erschien 2005 und erneut 2007 bei Midas Filmes als DVD.